# Miano
Miano è un quartiere di Napoli, situato nell'area nord della città. Fa parte della VII Municipalità della città, insieme ai quartieri di Secondigliano e San Pietro a Patierno.

## Storia
È previsto un progetto di realizzazione di una cittadella dell'artigianato, impianti sportivi, locali commerciali e abitazioni di qualità nell'area delle caserme "Caretto" e "Boscariello", dismesse dal Ministero della Difesa e in precedenza designata come terreno per il nuovo stadio del Napoli Calcio, intenzione poi naufragata.
Nella Caserma Boscariello sorgerà il nuovo polo della Sicurezza che ospiterà uffici della Polizia di Stato compreso il IV Reparto Mobile . Per il progetto sono stati stanziati dal governo Conte oltre 168 milioni di euro. Progetto confermato dal governo Draghi il quale ha nominato anche il Commissario Straordinario dr. Giuseppe D'Addato. Secondo le stime dell'Agenzia del Demanio la struttura dovrebbe essere completata e operativa il 2024
Condivide col resto della periferia nord cittadina una situazione di marcato malessere sociale ed economico aggravata anche dalla scarsa visibilità che il quartiere ha, anche nei confronti di Scampìa e Secondigliano.
L'economia è basata sul terziario, ma fino al 2005 a Miano era in attività il grande stabilimento della Birra Peroni, che offriva lavoro a centinaia di famiglie. Dopo la vendita dell'azienda, lo stabilimento è stato chiuso e attende l'attuazione di un grande progetto che vuole creare nell'ex-area industriale un polo commerciale-ricreativo, completato nel 2018. Stessa situazione attanaglia la clinica Villa Russo per la nota crisi regionale che vede in primo piano il settore della sanità.
Un problema del quartiere, così come dell'intera area metropolitana, è la presenza della camorra che ne impedisce il decollo economico, sociale e civile soprattutto per i giovani che spesso sono tratti in inganno dall'organizzazione.
Ed è all'interno di questo problema che un gruppo di persone si è inserito per collaborare, per essere presente sia come operatori sia come cittadini, per la costruzione e la promozione di interventi rivolti ai bisogni dei minorenni di Miano. L'opportunità è stata colta grazie al progetto “Granello di Senape” nato un anno dopo l'approvazione della legge n. 216/1991 con lo scopo di offrire agli adolescenti del quartiere la possibilità di apprendere un mestiere lecito. Il progetto voleva essere una scommessa rispetto alla capacità di produrre delle alternative alla criminalità organizzata, senza negare i problemi sociali che si presentano ma cercando di risolverli a partire dalle risorse caratteriali dei ragazzi.
Al progetto collaborano il Consultorio Familiare “G. Toniolo”, l'Opera Don Guanella e la Cooperativa “Obiettivo Uomo” che hanno messo a disposizione i locali adatti per l'esercizio della pratica professionale (barman, sartoria, estetista, parrucchiere, pizzaiolo, ecc.). Oltre alla formazione, il progetto prevede la possibilità di svolgere uno stage presso aziende convenzionate e la possibilità di partecipare a delle colonie estive per i ragazzi più piccoli. Il successo del progetto è stato tale che l'associazione proponente è diventata un punto di riferimento per tutte le agenzie territoriali che si occupano di minori a rischio: dal 1992 al 1997 hanno trovato lavoro circa 600 giovani.

## Monumenti e luoghi d'interesse

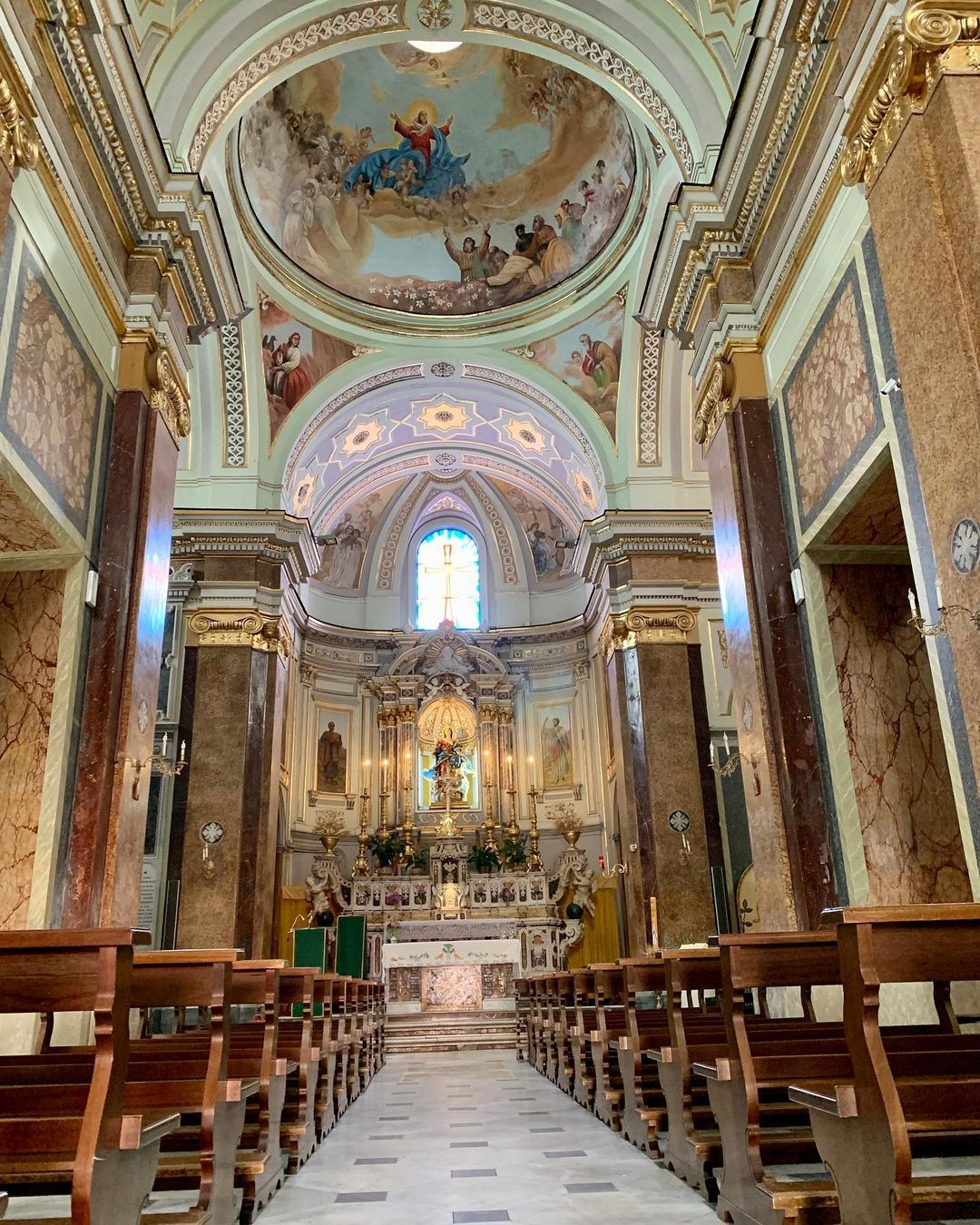
Navata centrale della Chiesa di Maria Santissima Assunta in Cielo

- Cimitero di Guerra del Commonwealth
- Cimitero di Miano
- Cappella di Santa Maria del Carmine (via Vittorio Emanuele III n.11)
- Chiesa di Maria Santissima Assunta in Cielo (Miano)
- Chiesa di Santa Maria dell'Arco
- Chiesa di Santa Maria degli Angeli
- Oratorio della Confraternita del Santissimo Sacramento
- Monumento ai Caduti[4]
- Statua di San Gaetano
- Parco di Bellaria, situato in via Miano.

## Geografia antropica
Confina a nord col quartiere di Scampia (Cupa Carbone, via del Gran Paradiso, via del Cervino, via Ettore Ciccotti, via Don Luigi Guanella), a est con Secondigliano (via comunale Acquarola, Corso Secondigliano, via Abate Gioacchino, via Monte Grappa, via del Sabotino, Cupa detta S.Cesarea, Cupa Capodichino, via Vicinale Vallone di Miano), a ovest col quartiere Piscinola (via Vicinale a Piscinola, via Vecchia Miano a Piscinola, via Giorgio Amendola, via Vittorio Veneto, via Rocco Marco di Torrepadula, via Raffaele Marfella) e a sud col quartiere San Carlo all'Arena.
Nella recente riforma della struttura amministrativa del Comune, Miano, insieme con Secondigliano e San Pietro a Patierno, costituisce la VII Municipalità del Comune di Napoli.

## Infrastrutture e trasporti
Il trasporto pubblico a Miano è affidato alle autolinee esercite dalla ANM: è collegata grazie ad esse ai quartieri limitrofi, alle stazioni di Frullone e Piscinola-Scampia della metropolitana e al centro di Napoli.
Fra il 1902 e il 1960 la città era collegata col centro da un'apposita diramazione delle tranvie di Capodimonte; fra il 1913 e il 1976 erano inoltre presenti una stazione ed una fermata facoltativa lungo la ferrovia Alifana.
Per arrivare a Miano, si può percorrere l'omonima via che ha inizio dal tondo di Capodimonte fino al quadrivio di Secondigliano. 
A Miano sono in costruzione due stazioni della Linea 1: la prima (provenendo da Piscinola) sita in via Miano, la seconda in via Regina Margherita. In entrambe fermeranno anche i convogli della linea Arcobaleno; in questo modo il quartiere sarà collegato direttamente con la città e l'area metropolitana.